# Adrian Little
Adrian Little (* 15. Februar 1969 in Belfast) ist ein Politikwissenschaftler, der als Professor an der australischen University of Melbourne forscht und lehrt. 2011/2012 amtierte er als Präsident der Australian Political Studies Association.

## Werdegang und Wirken
Little wurde an der Queen’s University Belfast in Politikwissenschaft promoviert, machte dann erste Erfahrungen als Hochschullehrer an der University of London und wechselte 2004 nach Melbourne. Er war Gastprofessor an der südafrikanischen University of Witwatersrand, der indonesischen Gadjah-Mada-Universität und an der Queens University Belfast. 2020 wurde er zum Mitglied der Academy of the Social Sciences in Australia gewählt.
Eines seiner wichtigsten Anliegen ist die Schaffung von Bildungsmöglichkeiten für indigene Randgruppen im tertiären Sektor. Er ist Gründer und Vorsitzender des Indigenous Knowledges Network in der Association of Pacific Rim Universities.

## Schriften (Auswahl)
- The political thought of André Gorz. Routledge, London/New York 1996, ISBN 0415138663.
- Post-industrial socialism, Towards a new politics of welfare. Routledge, London/New York 1998, ISBN 0415171938.
- The politics of community. Theory and practice. Edinburgh University Press, Edinburgh 2002, ISBN 0748615423.
- Democracy and Northern Ireland. Beyond the liberal paradigm? Palgrave Macmillan, Basingstoke/New York 2004, ISBN 1403912483.
- Enduring conflict. Challenging the signature of peace and democracy. Bloomsbury Academic, New York 2014, ISBN 978-1-780-93709-0.